# Специалист по съёму
«Специалист по съёму» (англ. The Pick-Up Artist) — американская романтическая комедия 1987 года режиссёра Джеймса Тобэка.

## Сюжет
Экскурсионный гид Рэнди Дженсен (Молли Рингуолд) знакомится с учителем Джеком Джерико (Роберт Дауни-младший), считающим себя «специалистом по съёму». Рэнди оказывается дочерью азартного игрока-алкоголика Флэша Дженсена (Деннис Хоппер), который задолжал крупную сумму криминальному авторитету.

## В ролях
- Молли Рингуолд — Рэнди Дженсен
- Роберт Дауни-младший — Джек Джерико
- Деннис Хоппер — Флэш Дженсен
- Дэнни Айелло — Фил Харпер
- Ванесса Уильямс — Рэй, девушка с собакой
- Полли Дрейпер — Пэт, коллега Джека
- Виктор Арго — Харрис
- Фредерик Колер — Ричи
- Роберт Таун — Стэн
- Виктория Джексон — Лулу
- Лоррейн Бракко — Карла
- Джо Спинелл — Эдди
- Кристин Барански — Харриет
- Тони Сирико — Пэтси Каполосо